# Santa Cruz Buenavista, Puebla
Santa Cruz Buenavista är en ort i Mexiko.   Den ligger i kommunen Zacatlán och delstaten Puebla, i den sydöstra delen av landet, 130 km öster om huvudstaden Mexico City. Santa Cruz Buenavista ligger 2 525 meter över havet och antalet invånare är 222.
Terrängen runt Santa Cruz Buenavista är huvudsakligen kuperad, men åt nordost är den bergig. Santa Cruz Buenavista ligger uppe på en höjd. Runt Santa Cruz Buenavista är det ganska tätbefolkat, med 60 invånare per kvadratkilometer. Närmaste större samhälle är Zacatlán, 11,9 km norr om Santa Cruz Buenavista. I omgivningarna runt Santa Cruz Buenavista växer i huvudsak blandskog.